# Cardamine dichondroides
Cardamine dichondroides là một loài thực vật có hoa trong họ Cải. Loài này được (Speg.) Govaerts mô tả khoa học đầu tiên năm 1999.